# آکیرا یامادا
یامادا آکیرا (به ژاپنی: 山田 晶, Yamada Akira); ۰ مارس ۱۹۲۲ – ۱ ژانویهٔ ۲۰۰۸) فیلسوف اهل ژاپن بود. دانشمند و فیلسوف ژاپنی فلسفه قرون وسطی اروپای غربی بود. عضو آکادمی ژاپن از سال ۱۹۹۸ بود.
یامادا از دانشگاه کیوتو، بخش فلسفه گروه ادبیات در سال ۱۹۴۴ فارغ‌التحصیل شد.